# Göta flygflottilj
Göta flygflottilj (F 9) eller F 9 Säve var en flygflottilj inom svenska flygvapnet som verkade i olika former åren 1940–1969. Förbandsledningen var förlagd i Göteborgs garnison vid Säve flygplats.

## Historik
Vid krigsutbrottet 1939 bestod Flygvapnet av endast en jaktflottilj, Svea flygflottilj (F 8), vilken svarade för Stockholms luftförsvar. Av den anledningen beslutade riksdagen den 28 februari 1940 att Flygvapnet skulle stärkas med ytterligare två jaktflottiljer, F 9 i Göteborg och F 10 i Skåne, i syfte att försvara luftrummet över Göteborgs- samt Skåneregionen. F 9 avsågs som ett provisoriskt krigsförband, med det primära syftet att just luftförsvara Göteborgsregionen. Den 8 juni 1938 beviljade riksdagen ett extra anslag till försvaret på 20 miljoner, då riksdagen även antog ett förslag om att sätta upp en flottilj i Såtenäs, under namnet Göta flygflottilj. Genom riksdagens beslut den februari 1940, fick flottiljen i Såtenäs namnet Skaraborgs flygflottilj, och namnet Göta flygflottilj friställdes till Göteborgsflottiljen. Att flottiljen förlades till Göteborg var ingen självklarhet, då den från början var tänkt att förläggas till Trollhättan. 
Med bakgrund till riksdagsbeslutet som angav att flottiljen skulle sättas upp den 1 juli 1940, kom flottiljen, på grund av obefintligt flottiljområdet, första tiden att verka från andra platser än just Säve. Staben förlades till centrala Göteborg, och delar av den övriga personalen förlades till Barkarby skola i Stockholm. Mellan den 4 och 9 juli flögs flottiljens flygplan över till Bunge flygfält, där den från den 10 juli 1940 organiserades i två divisioner. Divisionerna hade utrustades med tygmateriel från Flygkrigsskolan (F 5) och Svea flygflottilj (F 8). Till en början lånades J 9 från F 8. Under sensommaren fick flottiljen sin första huvudtyp, i form av J 8.
I januari 1941 började J 11 levereras till F 9, då flottiljområdet i Säve stod färdigt att tas i bruk. Dock hade ingen större byggnadsprojektering gjorts, utan den första bebyggelsen bestod av fältbaracker. Den 1 september 1943 levereras de första individerna J 22 till F 9. Vilka ersätts i början av 1946 av J 21A. Den 29 juli 1946 inträffade ett haveri med en J 21 ur 91. jaktflygdivisionen, flygförare var Fänrik Bengt-Olov Johansson (senare Järkenstedt). Haveriet inträffade genom en kollision mellan Fänrik Johansson och en J 22:a från 92. jaktflygdivisionen över Pater Noster-skärgårdens naturreservat. Fänrik Johansson räddade sig genom att skjuta ut sig med katapultstol, och blev först i Sverige att rädda sig med denna metod. Den 21 juli 1949 gick flottiljen in i den så kallade jetåldern, då den beväpnas med J 28B Vampire. Och ett år senare besökte hela 91. jaktflygdivisionen Royal Air Force i North Weald och Farnborough, under perioden 30 augusti till 8 september.
Genom att Västra flygbasområdet (Flybo V) avvecklas 1957, och delvis ersättas med luftförsvarssektor W2, blev F 9 så kallad sektorflottilj. I december 1958 antog riksdagen propositionen, vilken låg till grund för försvarsbeslutet 1958, där det bland annat det framgick att två flygflottiljer skulle avvecklas. Detta på grund av minskade anslag till Flygvapnet, eller rättare sagt en nedskärning. För att kunna skapa ett ekonomiskt utrymme för modernisering av de kvarvarande delarna av Flygvapnet, bland annat genom införandet av flygplanen Saab 32 Lansen och Saab 35 Draken. Det vill säga en satsning på kvalitet framför kvantitet, något som hela försvaret genomgick vid denna tidpunkt. Valet av flottiljer kom att falla på Svea flygflottilj (F 8) och Hallands flygflottilj (F 14). Svea flygflottilj som vid denna tid var beväpnad med Hawker Hunter, i Flygvapnet benämnd J 34, skulle överföra samtliga individer till Göta flygflottilj (F 9) i Göteborg. Den 24 april 1962 överfördes det sista flygplanet, S/N 34099, vilken flögs ner till Göteborg av flottiljchefen överste Sven Uggla.
I början av 1960-talet beslutade sig Österrike att köpa 30 individer av J 29F Tunnan. F 9 kom tillsammans med F 15 i Söderhamn, med start 6 juli 1961, att utbilda förare och tekniker till det österrikiska flygvapnet. Den 8 maj 1966 firade flottiljen sitt 25-årsjubileum, vilket bland annat gjorde genom att anordna en stor flygdag. Totalt 40 000 åskådare för att beskåda flyguppvisningarna vid flottiljen. Samma år upplöstes Andra flygeskadern (E 2), även kallad Jakteskadern, där F 9 ingått sedan 1942. F 9 kom nu istället att underställas chefen för Västra militärområdet (Milo V).
I samband med att Saab 35 Draken började tillföras Flygvapnet i början av 1960-talet, låg Göta flygflottilj i plan mot slutet av 1960-talet att tillföras J 35B från Södertörns flygflottilj (F 18), vilka enligt plan skulle ombeväpnas till J 35F. Våren 1967 meddelade Flygvapenchefen Lage Thunberg att han hade för avsikt att vakantsätta sex jaktflygdivisioner samt föreslå en avveckling av bland annat F 18. Bakgrunden till de drastiska åtgärderna från Flygvapnets sida, var att regeringen hade brutit den årliga automatiska kostnadsökningarna i försvaret. Det vill säga försvarsbudgeten hade en årlig real uppräkningen på två procent. Och för att rädda Viggenprojektet och där Flygvapnet planerade att beställa 800 flygplan, iscensattes ett antal ekonomiska besparingar.
I februari 1967 fick försvarets fredsorganisationsutredning (FFU) i uppdrag att bland annat utreda förhållandena vid flygvapnet samt att minst två flottiljer skulle avvecklas. Eric Wesström, utredningsman vid Fredsorganisationsutredningen lämnade två delbetänkanden, i maj 1967 föreslogs att Göta flygflottilj (F 9) skulle avvecklas och i december 1967 föreslogs att Södertörns flygflottilj (F 18) och Roslagens flygkår (F 2) skulle avvecklas. Att just jaktflygflottiljerna Göta flygflottilj och Södertörns flygflottilj föreslogs för avveckling, hade bland annat sin bakgrund i att Chefen för flygvapnet i samband med en större vakantsättningen av flygdivisioner föreslagit för överbefälhavaren att just dessa två flygflottiljer skulle avvecklas. Gällande Göta flygflottilj så ansåg fredsorganisationsutredningen att utredningsunderlag hade varit tillräckligt för att föreslå en avveckling. 
Inför 1968 års försvarsbeslut ansåg regeringen att F 9 skulle avvecklas, men att flygbasen skulle kvarstå som krigsflygbas. Tidsplanen för avvecklingen av flottiljen och dess divisioner, skulle ske i två steg. Den 30 juni 1968 skulle 92. jaktflygdivisionen och 93. jaktflygdivisionen med baskompanier avvecklas. Dock var 93. jaktflygdivisionen sedan 30 juni 1967 vakantsatt. Så i praktiken var det endast 92. jaktflygdivisionen som avvecklades 1968. Den 30 december 1968 skulle flottiljens 91. jaktflygdivisionen med tillhörande baskompani avvecklas. Övriga delar av flottiljen avvecklas den 30 juni 1969. Dock skulle strilorganisationen samt organisationen för krigsbasen exkluderas från avvecklingen. Gällande strilorganisationen föreslogs det att den skulle överföras till annan flottilj.
År 1968 godkände riksdagen regeringens proposition (1968:109) gällande försvarsbeslutet 1968, vilket fick som konsekvens att förslaget om avveckling av F 9 fastställdes av riksdagen. Den föreslagna avvecklingen av F 18 hade dragits bort, då regeringen aktivt valt att utelämna större beslut om förändringar av grundorganisationen, detta då Försvarets fredsorganisationsutredning (FFU) tillsattes i februari 1967. Vilka hade i uppdrag att utreda lämpliga strukturförändringar i krigsmaktens fredsorganisation. När FFU presenterade sin utredningen, kom beskedet att F 2 Hägernäs och F 8 i Barkarby skulle avvecklas, och F 18 skulle omorganiseras till en skolenhet för Flygvapnets markutbildning. Hawker Hunter blev den sista flygplanstypen vid flottiljen. De J 35B som var tilltänkta att tillföras F 9 från F 18, kom istället att spridas på olika uppställningsplatser runt om i Sverige. Flottiljen kom successivt att avvecklas efter att riksdagen antagit försvarsbeslutet. Flottiljen som vid avvecklingsbeslutet bestod av två divisioner, efter att 93. jaktflygdivisionen vakantsatts sommaren 1967. Sommaren 1968 upphörde flygverksamheten vid 92. jaktflygdivisionen, och vintern 1968 även så på flottiljens 91. jaktflygdivisionen.
Den 25 juni avtackades flottiljen på Gustav Adolfs torg i Göteborg, där flottiljen avlämnades till stadsfullmäktiges ordförande Hans Hansson. I ceremonin på Gustav Adolfs torg deltog (förutom flottiljpersonalen) även fanvakter från Göteborgs garnisons övriga förband. Den 30 juni 1969 inleddes den sista fasen i avvecklingen av flottiljen, då flottiljpersonal med fanvakt ur Göta flygflottilj och Skaraborgs flygflottilj avlämnades till Chefen för Flygvapnet Generallöjtnant Stig Norén, som yttrade orden "Många förändringar, omorganisationer och indragningar har tidigare skett inom krigsmakten, men aldrig förr har ett så ungt förband lagts ned." Som skäl till avvecklingen citerade generallöjtnant Norén försvarsdepartementet "Med hänsyn till den ogynnsamma kostnadsutvecklingen för kvalificerade vapensystem torde det bli nödvändigt med begränsningar i den nuvarande organisationen, framför allt där sådana system är helt avgörande för dennas storlek." Efter att generallöjtnant Noréns tal skedde parad för flottiljens fana, som av flottiljchefen Ulf Cappelen-Smith överlämnade den till generallöjtnant Norén, som i sin tur överlämnade fanan till chefen Skaraborgs flygflottilj, Bengt Lehander. Klockan 15.00 den 30 juni 1969 förklarades flottiljen avvecklad.  Ulf Cappelen-Smith blev senare samma år flottiljchef för Skånska flygflottiljen (F 10). 
Det sektoransvar som flottiljen haft överfördes den 1 juli 1969 till Skaraborgs flygflottilj. Flottiljområdet övertogs delvis av 2. helikopterdivisionen, vilka omlokaliserades från Torslanda. Genom 2004 års försvarsbeslut lämnade Försvarsmakten helt flottiljområdet.
Att Göta flygflottilj avvecklades, trots att den ansågs som en av Flygvapnets modernaste, med nybyggt trafikledartorn, två berghangarer och två rullbanor. Är något som skönjas i att Göteborgs tillverkningsindustri gick på högvarv i högkonjunkturen efter andra världskriget. En tillverkningsindustri som dominerades av de tre fartygsvarven Eriksbergs Mekaniska Verkstad, Götaverken och Lindholmens varv, Volvos fordonsindustri samt SKF:s kullagerfabrik. Inför riksdagsbeslutet hade FFU räknat med att 183 tjänster skulle direkt beröras genom en avveckling av F 9 och F 18. Och valet med att avveckla F 9 fick ingen påverkan av sysselsättningen i Göteborg, jämfört med vad en avveckling av en flottilj i en småstad skulle haft för effekt på sysselsättningen. Vidare byggde det svenska invasionsförsvaret på ett hot mot östra Sverige och inte från flottiljens västra läge i Sverige.

### Viktigare årtal
- 1940: Flottiljen bildas den 1 juli.
- 1940: Flottiljen organiseras på Bunge flygfält den 10 juli.
- 1940: Flottiljen beväpnas med J 8 Gloster Gladiator.
- 1941: Flottiljen är fullt organiserad i september.
- 1941: Flottiljen beväpnas med J 11.
- 1943: Flottiljen beväpnas med J 22.
- 1946: Flottiljen beväpnas med J 21A.
- 1949: Flottiljen träder in i jetåldern.
- 1949: Flottiljen beväpnas med J 28B Vampire.
- 1952: Flottiljen beväpnas med J 29 Tunnan.
- 1955: Gustaf VI Adolf inviger det "Nya berget" den 15 maj.
- 1957: Flottiljen blir så kallad sektorflottilj.
- 1961: Flottiljen beväpnas med J 34 Hunter.
- 1961: Flottiljen utbildar personal  i Österrikiska flygvapnet.
- 1964: Flottiljen tillförs Hkp 3B, som räddningshelikopter.
- 1966: Flottiljen firar sitt 25-årsjubileum den 8 maj.
- 1967: Ivar Gul vakantsätts den 30 juni.
- 1968: Ivar Blå avvecklas den 30 juni.
- 1968: Ivar Röd avvecklas den 31 december.
- 1969: Flottiljen avvecklas kl 15.00 den 30 juni.

## Verksamhet
Flottiljen disponerade med äganderätt totalt ca 525 ha mark — kasernområdet 35 ha, flygfältsområdet 280 ha, markstridsområdet 50 ha och målplatsen 160 ha vid Björlanda. Flottiljen var en jaktflottilj och dess tre divisioner var utrustade med flygplan J 34 Hawker Hunter och skulle därefter utrustats med flygplan J 35 Draken. Chefen för flottiljen hade i fredstid till uppgift att utbilda tre jaktdivisioner med tillhörande basförband. Flottiljen var också en så kallad sektorflottilj inom luftförsvarssektor W2, som omfattade i huvudsak Göteborgs och Bohus län samt Hallands län, Älvsborgs län och Skaraborgs län och som i luftoperativt hänseende lyder under militärbefälhavaren för Södra militärområdet. Göta flygflottilj var den enda jaktflottiljen inom denna sektor. Chefen för en sektorflottilj ansvarade för planläggningen av luftförsvaret inom sektorn samt för mobilisering och förvaltning av enheter och anläggningar även utanför flottiljen.

## Ingående enheter
| Beteckning | Namn                   | Aktiv     | Kommentar              |
| ---------- | ---------------------- | --------- | ---------------------- |
| Ivar Röd   | 91. jaktflygdivisionen | 1940–1968 |                        |
| Ivar Blå   | 92. jaktflygdivisionen | 1940–1968 |                        |
| Ivar Gul   | 93. jaktflygdivisionen | 1941–1967 |                        |
| W2         | Luftförsvarssektor W2  | 1957–1969 | Överförd 1969 till F 7 |

### 91.jaktflygdivisionen
91. jaktflygdivisionen eller Ivar Röd var 1. divisionen vid flottiljen och bildades den 1 juli 1940 som en skolflygdivision. Flygdivision förlades inledningsvis till Roma kloster på Gotland. Divisionen kom att operera med J 9 Serversky P-35 J 11 Fiat CR 42 Falco, J 22 FFVS 22, J 21A, J 28B Vampire, J 29 Tunnan och J 34 Hunter. Divisionen var den sista aktiva vid flottiljen, då den avvecklades den 31 december 1968.

### 92.jaktflygdivisionen
92. jaktflygdivisionen eller Ivar Blå var 2. divisionen vid flottiljen och bildades den 1 juli 1940 som en skolflygdivision. Flygdivision förlades inledningsvis till Bunge på Gotland. Divisionen kom att operera med J 8 Gladiator, J 11 Falco, J 22, J 21A, J 28B Vampire, J 29 Tunnan, J 34 Hunter fram till att den upplöstes den 6 juni 1968. Officiellt avvecklades divisionen med tillhörande baskompani den 30 juni 1968.

### 93.jaktflygdivisionen
93. jaktflygdivisionen eller Ivar Gul var 3. divisionen vid flottiljen och bildades den 13 mars 1941 vid Skaraborgs flygflottilj (F 7) i Såtenäs. Divisionen kom även den att opera med samma flygplanstyper som 91. jaktflygdivisionen och 92. jaktflygdivisionen. Den 30 juni 1967 vakantsattes divisionen. Officiellt avvecklades divisionen med tillhörande baskompani den 30 juni 1968.

### Sektorsansvar
År 1957 omorganiserades luftbevakningen av hela Sverige, då fem flygbasområden avvecklades, däribland Västra flygbasområdet (Flybo V), och ersattes av elva luftförsvarssektorer. I regel tilldelades jaktflottiljerna ett sektoransvar och blev tillika sektorflottilj. Detta innebär att flottiljchef svarade för en luftförsvarssektor. Göta flygflottilj (F 9) tilldelades ansvaret för luftförsvarssektor W2, som i stort sett omfattade dagens [Västra Götalands län samt Hallands län. Sektorn leddes ifrån luftförsvarscentralen LFC Svalan i Mölndal, vilken fick sin radarinformationen från radargruppcentral Rrgc Hajen. I avvecklingsbeslutet ingick att sektoransvaret skulle överföras på Skaraborgs flygflottilj (F 7) i Såtenäs, vilket så skedde från den 1 juli 1969. Genom att F 7 tilldelades ett sektoransvar, blev flottiljen den enda attackflottiljen inom Flygvapnet med ett sektoransvar. År 1981 bildades Sektor Syd, vilken var en sammanslagning av luftförsvarssektorerna i södra Sverige, det vill säga sektor S1, S2 och W2. Sektoransvaret för Sektor Syd tilldelades Skånska flygflottiljen (F 10), med ledningsplats i Hästveda. I samband med att Skånska flygflottiljen avvecklades, överfördes strildetachement i Hästveda till F 17. År 2000 avvecklades samtliga luftförsvarssektor, då benämnda flygkommandon. Sedan den 1 januari 2009 ansvarar Luftstridsskolan (LSS) för luftbevakning via radar.

## Förläggningar och övningsplatser
Efter att riksdagen beslutat om att en flygflottilj skulle förläggas till Säve, påbörjades byggnationerna 1940. Byggnadsprojektet hade till en början ej något fast byggnadsprogram med anledningen av brådskan i den svenska mobiliseringen. De första byggnaderna utgjordes av fältbaracker. Flottiljen Göta flygflottilj (F 9) sattes upp den 1 juli 1940. och avsågs vara ett provisoriskt krigsförband, med det primära syftet att luftförsvara Göteborgsregionen. Året därpå, det vill säga 1941, stod flygfältet färdigt. Flottiljen blev 1942 den första av sitt slag i Sverige med att få en berghangar, vilken stod färdig 1942. Totalt uppfördes ett 60-tal byggnader inom flottiljområdet. Efter att flottiljen avvecklades behöll försvaret både flygplatsen med tillhörande flottiljområde. Flygvapnet organiserade det "Nya berget" som krigsbas. I fredstid utgjorde berget ett mobiliseringsförråd för jaktflygplan, och sköttes av en baspluton ur Skaraborgs flygflottilj (F 7), vilken även försåg flygande personal ur Första flygeskadern (E 1) med omklädningsrum och flygplan. Flottiljområdet administrerades av Göta luftvärnsregemente (Lv 6) och från 1994 av Älvsborgs kustartilleriregemente (KA 4). År 2000 utgick berghangarerna ur krigsorganisationen. Sedan 1976 är västra delen av flygplatsen omvandlad till civil flygplats, och gick fram till 2014 under namnet Göteborg City Airport.

### Gamla berget
Gamla Berget användes som hangar för ett kompani J 29F och ett kompani J 34. Hangaren var också tillsynshangar för det kvarvarande J 29F-kompaniet. Efter att omskolningen fullgjorts till J 34 den 1 mars 1963, kom Gamla berget att användas av två kompanier utrustade med J 34 samtidigt som tillsyn av J 29F upphör. 

### Nya berget
Nya Berget användes av ett kompani utrustat med J 34, en för flottiljen gemensam Sk 16-grupp med 5-7 flygplan och en central tillsynsavdelning för J 34. F 9 hade förutom flottiljverkstaden (avdelning 6) inga hangarutrymmen utöver ovan angivna. Normal tilldelning av flygplan typ J 34 till flottiljen bedömdes rymma i berganläggningarna. Efter avvecklingen av flottiljen kom Nya Berget fungera som uppställningsplats för övertaliga J 35 Draken.

## Heraldik och traditioner

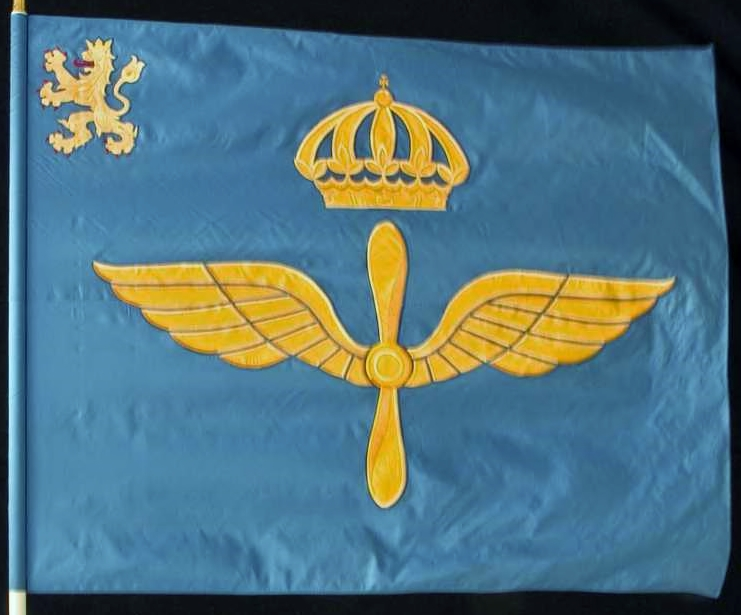
Flottiljens fana

Göta flygflottilj mottog sin fana den 13 oktober 1941, vilken överlämnades av HKH Prins Gustaf Adolf på Säve flygplats. Flottiljen hade sin högtidsdag den 6 november, som ett minne till Gustaf II Adolf, som var grundaren till Göteborg. Efter att flottiljen avvecklas, kom traditionsarvet till Skaraborgs flygflottilj (F 7). Sedan 1991 finns en stående och separat utställning om Göta flygflottilj (F 9) vid F 7 Gårds- och flottiljmuseum i Såtenäs. Traditionsofficer och handläggare i traditionsfrågor för F 9 är Ove Larsson, Museiintendent F 7.
F 9 hade endast en uppsättning divisionsemblem under de år flottiljen verkade. Dessa tillkom omkring 1943 och förblev ytterst långlivade.
- 91. jaktflygdivisionens emblem bestod av en djävul, vilken i vissa fall var placerad på en triangel eller "tårtbit". Djävulen erhöll några mindre förändringar under årens lopp och fick sedermera ett helt nytt utseende i samband med introduktionen av J 28.
- 92. jaktflygdivisionen bar en bulldog, vilken allmänt gick under namnet "Bonzo", på sina flygplan. Efter andra världskriget försågs märket ofta med en rund, blå bakgrund.
- 93. jaktflygdivisionen hade en boxande geting som sitt emblem. Det här märket förändrades föga under åren och förblev i stort sett det samma.

Samtliga emblem förekom i mångahanda utsträckning på J 11, J 22, J 21, J 28 och J 29 fram till och med slutet av 1950-talet. De användes dock aldrig på J 34, men levde vidare som hjälmmärken fram till flottiljens nedläggning 1969.
År 1943 började Flottiljen måla hjulkåpor och spinnrar, på sina J 11:or, i divisionsfärg. Ordningsföljden var densamma som sedermera skulle komma att införas generellt inom flygvapnet under slutet av 1944. 
En liten unik anekdot, är att många av flottiljens J 21:or under en period försågs med namn vars första bokstav utgjorde flygplanets kodbokstav. Namnet placerades vanligen på nosen och förekom hos både 91. jaktflygdivisionen och 92. jaktflygdivisionen

## Materiel vid förbandet
| Huvudtyper - 1940–1941: J 8 Gloster Gladiator - 1940-1940: Serversky P-35 J 9 - 1941–1944: J 11 Fiat CR 42 Falco - 1943–1946: J 22 FFVS 22 - 1946–1950: J 21A - 1949–1951: J 28B Vampire - 1952–1961: J 29 Tunnan - 1961–1969: J 34 Hawker Hunter | Övriga typer - 1964–1969: Hkp 3B |

## Förbandschefer
Förbandschefen titulerades flottiljchef och hade tjänstegraden överste.

- 1940–1948: Magnus Bång
- 1948–1959: Arthur Åhmansson
- 1959–1960: Åke Mangård
- 1960–1969: Ulf Cappelen-Smith

## Namn, beteckning och förläggningsort
| Kungl. Göta flygflottilj | 1940-07-01 | – | 1969-06-30 |

| F 9       | 1940-07-01 | – | 1957-09-30 |
| F 9/Se W2 | 1957-10-01 | – | 1969-06-30 |

| Säve flygplats (F) | 1940-07-01 | – | 1969-06-30 |

## Galleri

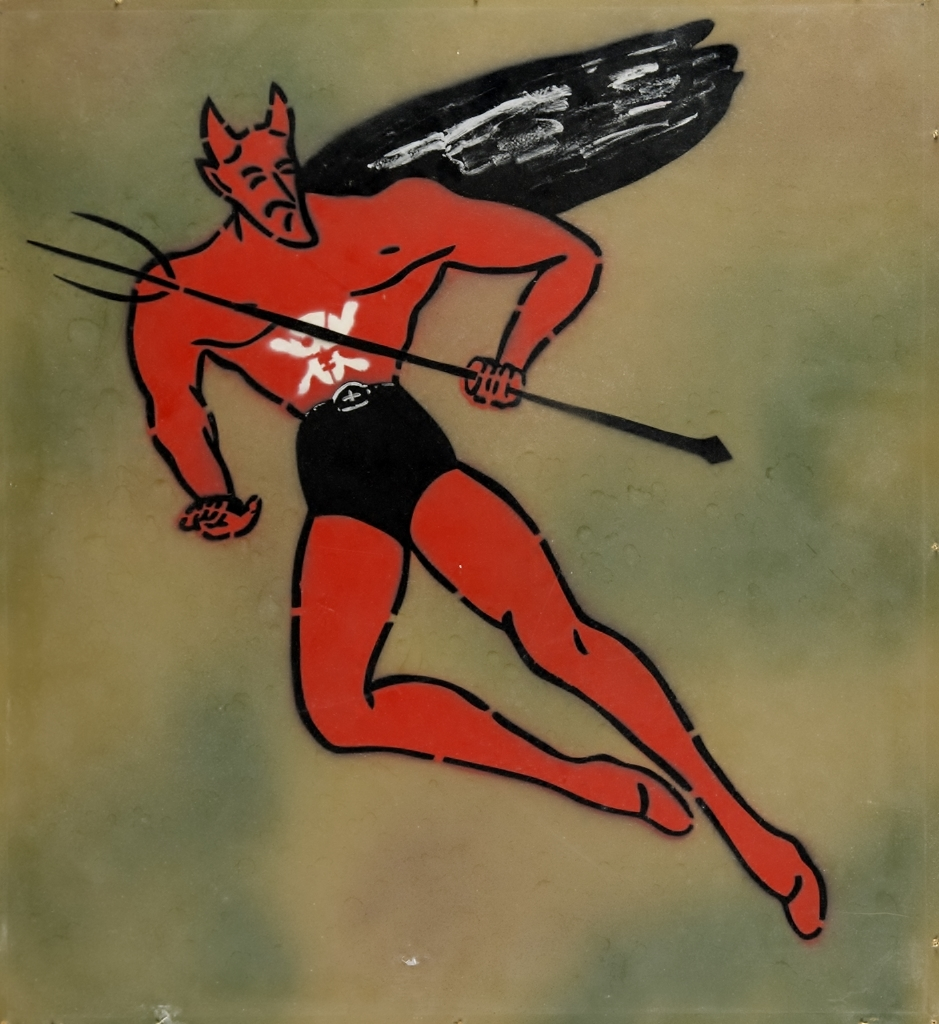
1. division Ivar Röd.
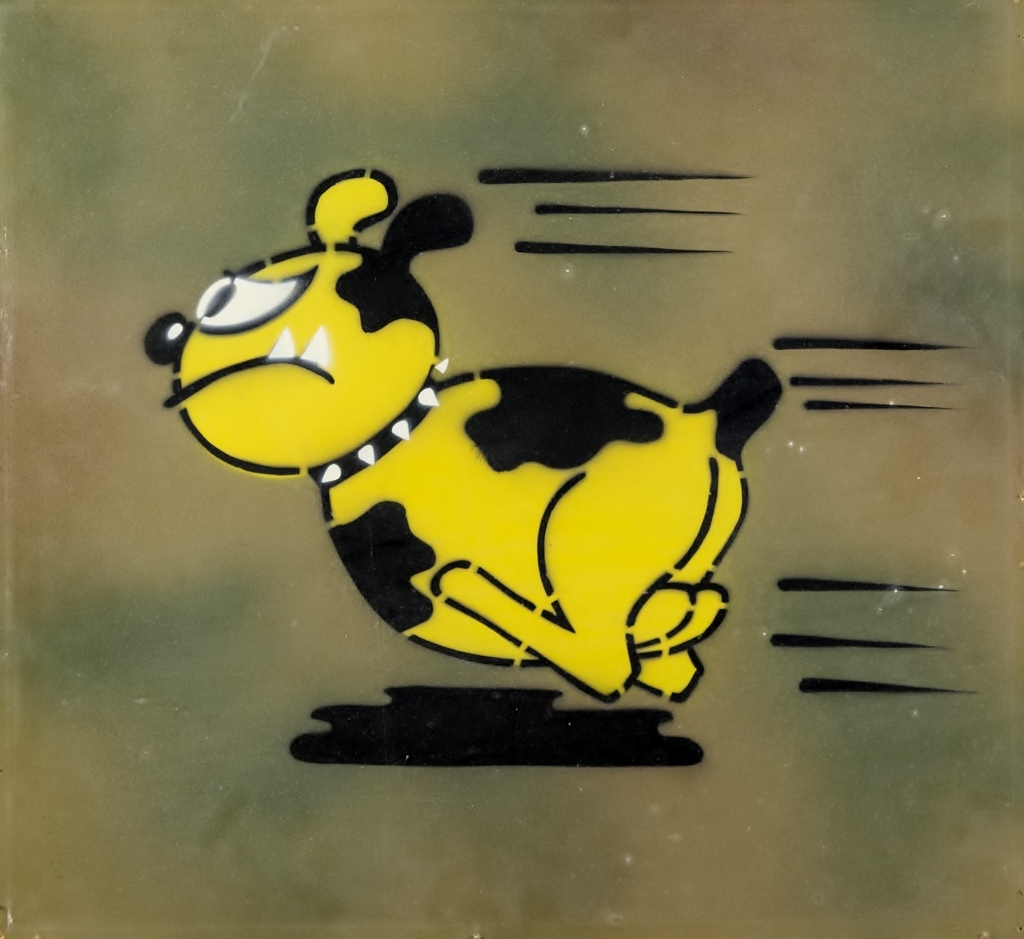
2. division Ivar Blå.
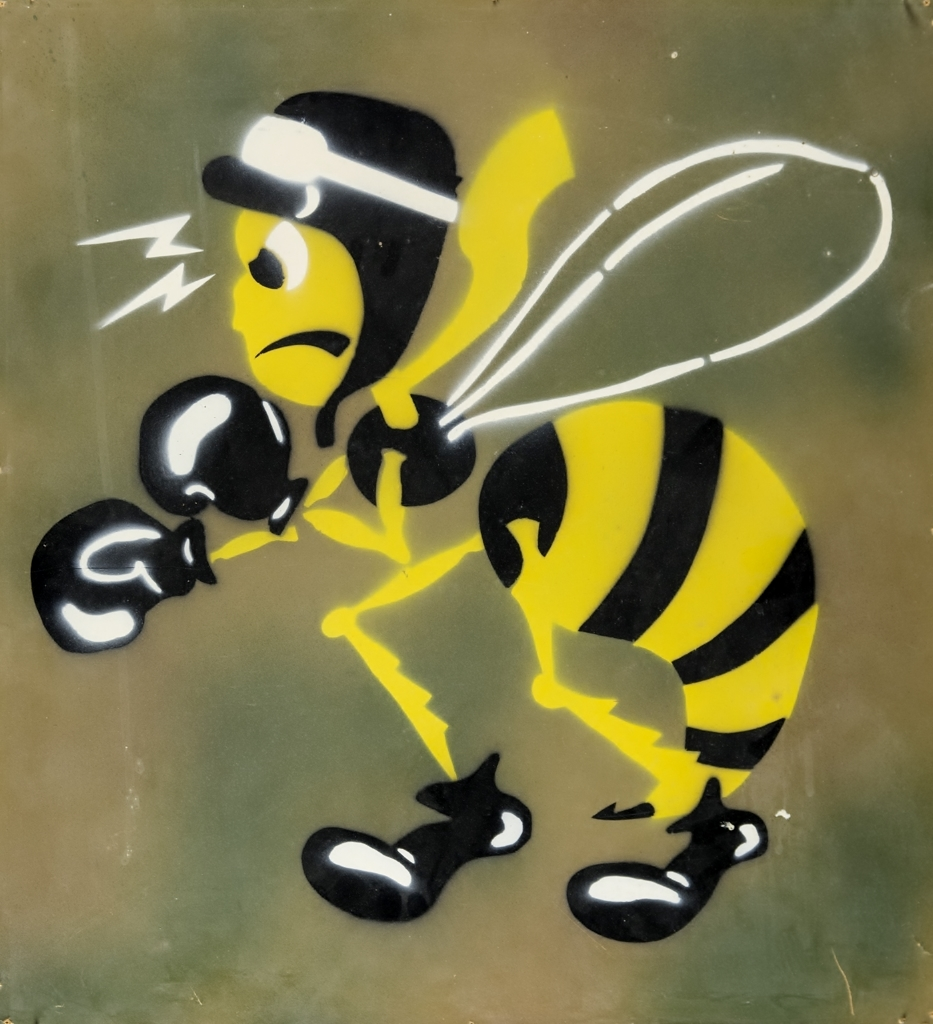
3. division Ivar Gul.